# Ibra Kébé
Ali Ibrahim „Ibra” Kébé Baye (ur. 24 grudnia 1978 w Saint-Louis) – senegalski piłkarz grający na pozycji środkowego obrońcy lub defensywnego pomocnika.

## Kariera klubowa
Karierę piłkarską Kébé rozpoczął w klubie ASC Jeanne d’Arc z Dakaru. W 2000 roku awansował do kadry pierwszego zespołu i w sezonie 2000/2001 zadebiutował w nim w pierwszej lidze senegalskiej. W sezonie 2000/2001 wywalczył z nim mistrzostwo Senegalu.
W 2001 roku Kébé przeszedł do Spartaka Moskwa. Na koniec 2001 roku został ze Spartakiem mistrzem Rosji. Z kolei w 2003 roku zdobył z moskiewskim klubem Puchar Rosji. W Spartaku grał do końca 2004 roku.
Na początku 2005 roku Kébé przeszedł do grającej w Pierwszej Dywizji, Ałaniji Władykaukaz. Nie rozegrał w niej meczu, a w 2006 roku odszedł do Spartaka Niżny Nowogród. Występował w nim przez pół roku.
W połowie 2006 roku Kébé ponownie zmienił klub i został zawodnikiem innego klubu z Pierwszej Dywizji, Anży Machaczkała. W 2009 roku awansował z Anży do Priemjer Ligi.
| Sezon   | Klub                   | Kraj    | Rozgrywki                       | Mecze | Bramki |
| ------- | ---------------------- | ------- | ------------------------------- | ----- | ------ |
| 2000/01 | ASC Jeanne d’Arc       | Senegal | Championnat National du Sénégal | ?     | ?      |
| 2001    | Spartak Moskwa         | Rosja   | Priemjer-Liga                   | 4     | 0      |
| 2002    | Spartak Moskwa         | Rosja   | Priemjer-Liga                   | 24    | 3      |
| 2003    | Spartak Moskwa         | Rosja   | Priemjer-Liga                   | 1     | 0      |
| 2004    | Spartak Moskwa         | Rosja   | Priemjer-Liga                   | 2     | 0      |
| 2005    | Ałanija Władykaukaz    | Rosja   | Priemjer-Liga                   | 0     | 0      |
| 2006    | Spartak Niżny Nowogród | Rosja   | Pierwyj diwizion                | 18    | 1      |
| 2006    | Anży Machaczkała       | Rosja   | Pierwyj diwizion                | 12    | 4      |
| 2007    | Anży Machaczkała       | Rosja   | Pierwyj diwizion                | 24    | 1      |
| 2008    | Anży Machaczkała       | Rosja   | Pierwyj diwizion                | 13    | 1      |
| 2009    | Anży Machaczkała       | Rosja   | Pierwyj diwizion                | 1     | 0      |
| 2010    | Anży Machaczkała       | Rosja   | Priemjer-Liga                   | 24    | 0      |
| 2011/12 | Anży Machaczkała       | Rosja   | Priemjer-Liga                   | 7     | 0      |

## Kariera reprezentacyjna
W reprezentacji Senegalu Kébé zadebiutował w 2000 roku. Od 2000 do 2003 roku rozegrał w niej łącznie 6 spotkań.

## Sukcesy i odznaczenia

### Sukcesy klubowe
- mistrz Rosji: 2001
- brązowy medalista Mistrzostw Rosji: 2002
- mistrz Rosyjskiej Pierwszej Dywizji: 2009

### Sukcesy indywidualne
- wybrany do listy 33 najlepszych piłkarzy roku w Rosji: Nr 2 (2002)